# Гортоноліт
Гортоноліт — відміна мінерального виду фаяліт. 

## Етимологія та історія
Названий в 1869 році Джорджом Джарвісом Брюшом на честь Сила Ринкека Хортона (Silas Ryneck Horton) [26 червня 1820 Гошен / Крейгвілль, Нью-Йорк, США — 31 липня 1881 р. Гошен / Крейгвілль, Нью-Йорк, США]. Батьком Силаса Р. Хортона був д-р Віллам Хортон, відомий лікар, мінералог, геолог. За іншою версією мінерал було названо саме на його честь.

## Загальний опис
Хімічна формула: (Fe, Mn)2[SiO4]. За К.Фреєм — магнезіальний фаяліт. Домішки: NiO, ТіО2.
Сингонія ромбічна. Ромбодипірамідальний вид.
Кристали рідкісні, подібні до кристалів олівіну.
Спайність недосконала.
Густина 3,91-4,0.
Твердість 6,5.
Утворює суцільні маси жовтувато-сірого, темно-бурого і чорного кольору. Блиск скляний.
Оптичні константи мають проміжне значення між форстеритом та фаялітом.
Породотвірний мінерал гортоноліт-дунітів.